# Брезница (Жагубица)
Брезница је насеље у Србији у општини Жагубица у Браничевском округу. Према попису из 2022. било је 81 становник.

## Демографија
У насељу Брезница живи 178 пунолетних становника, а просечна старост становништва износи 47,4 година (45,5 код мушкараца и 49,1 код жена). У насељу има 76 домаћинстава, а просечан број чланова по домаћинству је 2,71.
Становништво у овом насељу веома је нехомогено, а у последња три пописа, примећен је пад у броју становника.
|  |

| Демографија | Демографија | Демографија |
| Година      | Становника  | Становника  |
| ----------- | ----------- | ----------- |
| 1948.       | 415         |             |
| 1953.       | 402         |             |
| 1961.       | 375         |             |
| 1971.       | 354         |             |
| 1981.       | 305         |             |
| 1991.       | 267         | 250         |
| 2002.       | 211         | 244         |
| 2011.       | 158         |             |

| Етнички састав према попису из 2002.‍ | Етнички састав према попису из 2002.‍ | Етнички састав према попису из 2002.‍ | Етнички састав према попису из 2002.‍ | Етнички састав према попису из 2002.‍ |
| ------------------------------------ | ------------------------------------ | ------------------------------------ | ------------------------------------ | ------------------------------------ |
|                                      |                                      |                                      |                                      |                                      |
| Власи                                | Власи                                |                                      | 110                                  | 52,13%                               |
| Срби                                 | Срби                                 |                                      | 98                                   | 46,44%                               |
| Албанци                              | Албанци                              |                                      | 2                                    | 0,94%                                |
| Румуни                               | Румуни                               |                                      | 1                                    | 0,47%                                |
| непознато                            | непознато                            |                                      | 0                                    | 0,0%                                 |

| Година пописа     | 1948. | 1953. | 1961. | 1971. | 1981. | 1991. | 2002. |
| ----------------- | ----- | ----- | ----- | ----- | ----- | ----- | ----- |
| Број домаћинстава | 97    | 95    | 100   | 105   | 89    | 82    | 76    |

| Број чланова      | 1  | 2  | 3  | 4 | 5 | 6 | 7 | 8 | 9 | 10 и више | Просек |
| ----------------- | -- | -- | -- | - | - | - | - | - | - | --------- | ------ |
| Број домаћинстава | 24 | 21 | 10 | 8 | 5 | 4 | 3 | 1 | 0 | 0         | 2,71   |

| Пол    | Укупно | Неожењен/Неудата | Ожењен/Удата | Удовац/Удовица | Разведен/Разведена | Непознато |
| ------ | ------ | ---------------- | ------------ | -------------- | ------------------ | --------- |
| Мушки  | 86     | 18               | 56           | 9              | 3                  | 0         |
| Женски | 95     | 13               | 58           | 22             | 2                  | 0         |
| УКУПНО | 181    | 31               | 114          | 31             | 5                  | 0         |

| Пол    | Укупно                    | Пољопривреда, лов и шумарство | Рибарство                            | Вађење руде и камена | Прерађивачка индустрија       |
| ------ | ------------------------- | ----------------------------- | ------------------------------------ | -------------------- | ----------------------------- |
| Мушки  | 37                        | 19                            | 0                                    | 8                    | 1                             |
| Женски | 16                        | 10                            | 0                                    | 0                    | 0                             |
| УКУПНО | 53                        | 29                            | 0                                    | 8                    | 1                             |
| Пол    | Производња и снабдевање   | Грађевинарство                | Трговина                             | Хотели и ресторани   | Саобраћај, складиштење и везе |
| Мушки  | 0                         | 6                             | 0                                    | 0                    | 0                             |
| Женски | 0                         | 0                             | 0                                    | 0                    | 0                             |
| УКУПНО | 0                         | 6                             | 0                                    | 0                    | 0                             |
| Пол    | Финансијско посредовање   | Некретнине                    | Државна управа и одбрана             | Образовање           | Здравствени и социјални рад   |
| Мушки  | 0                         | 0                             | 0                                    | 0                    | 0                             |
| Женски | 0                         | 0                             | 0                                    | 2                    | 0                             |
| УКУПНО | 0                         | 0                             | 0                                    | 2                    | 0                             |
| Пол    | Остале услужне активности | Приватна домаћинства          | Екстериторијалне организације и тела | Непознато            | Непознато                     |
| Мушки  | 1                         | 0                             | 0                                    | 2                    | 2                             |
| Женски | 4                         | 0                             | 0                                    | 0                    | 0                             |
| УКУПНО | 5                         | 0                             | 0                                    | 2                    | 2                             |